# Opel Vectra
Opel Vectra je automobil střední třídy, který vyráběla německá automobilka Opel. Jejím předchůdcem byl model Ascona, nástupcem se v roce 2008 stal model Insignia.

## Typ A
Vyráběla se v letech 1988 až 1995. V září 88 byl představen sedan s 8V motory 1.6i/55 kW, 1.8i/65 kW, 2.0i/85 kW a 1.7D/42 kW. V březnu 1989 se objevil liftback. Stejného roku se pod kapotu nastěhoval i motor 2.0i 16V dosahující výkonu 110 kW. V roce 1991 se objevil nový turbodiesel 1.7TD s výkonem 60 kW, který pocházel od automobilky Isuzu, konkrétně se jedná o motor s označením TC4EE1. V roce 1992 proběhla modernizace a objevil se další nový motor – 2.5 V6/125 kW. V roce 1993 byla představena sportovní verze 4×4 Turbo s výkonem 150 kW. Starý dvoulitr byl nahrazen novým motorem 2.0i Ecotec/100 kW. Z Typu A vycházelo rovněž kupé označované jako Opel Calibra. První řady se vyrobilo okolo 2 a půl miliónu vozidel. 

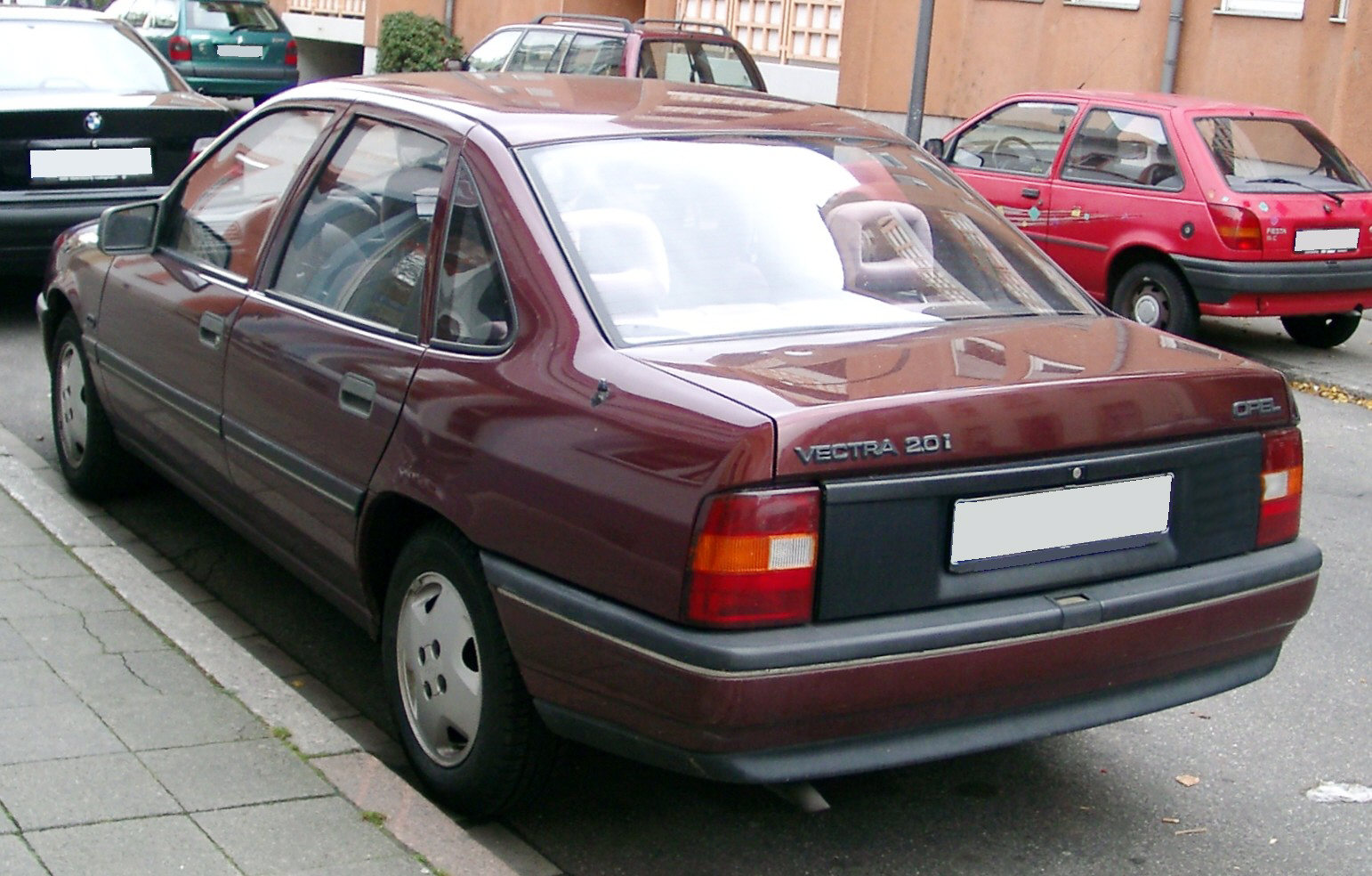
Opel Vectra A sedan (1988–1992)
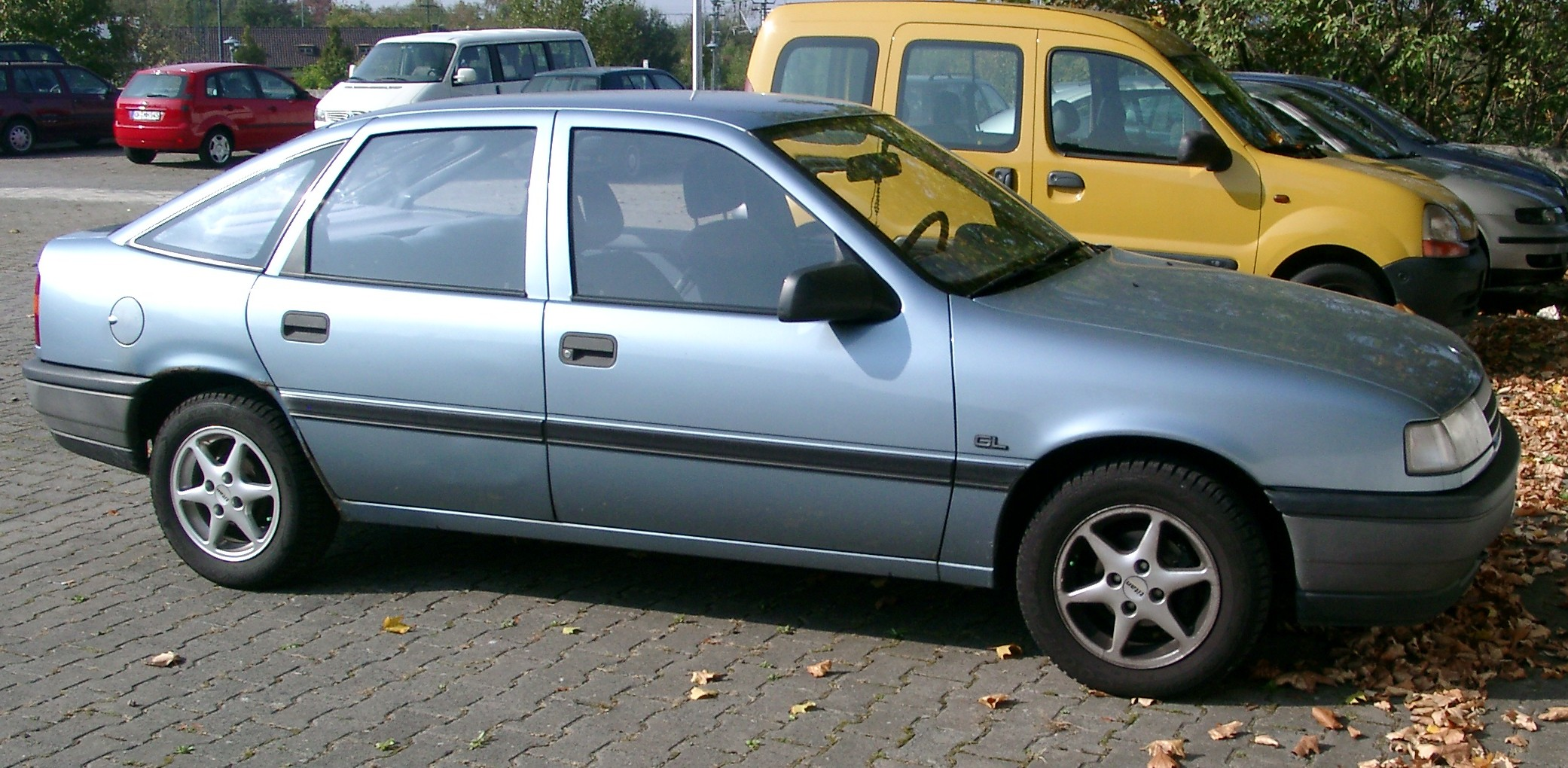
Opel Vectra A liftback (1989–1992)
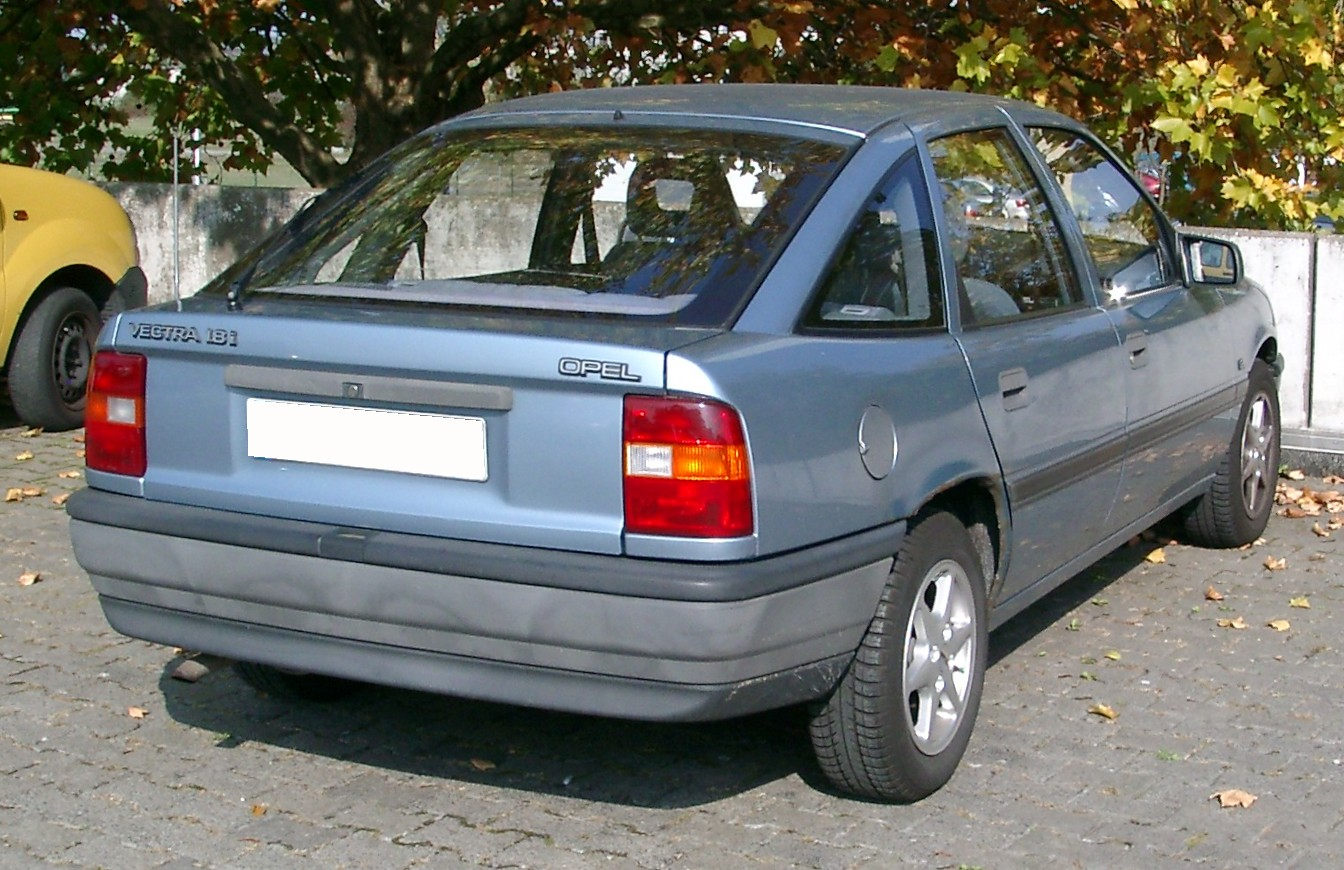
Opel Vectra A liftback (1989–1992)

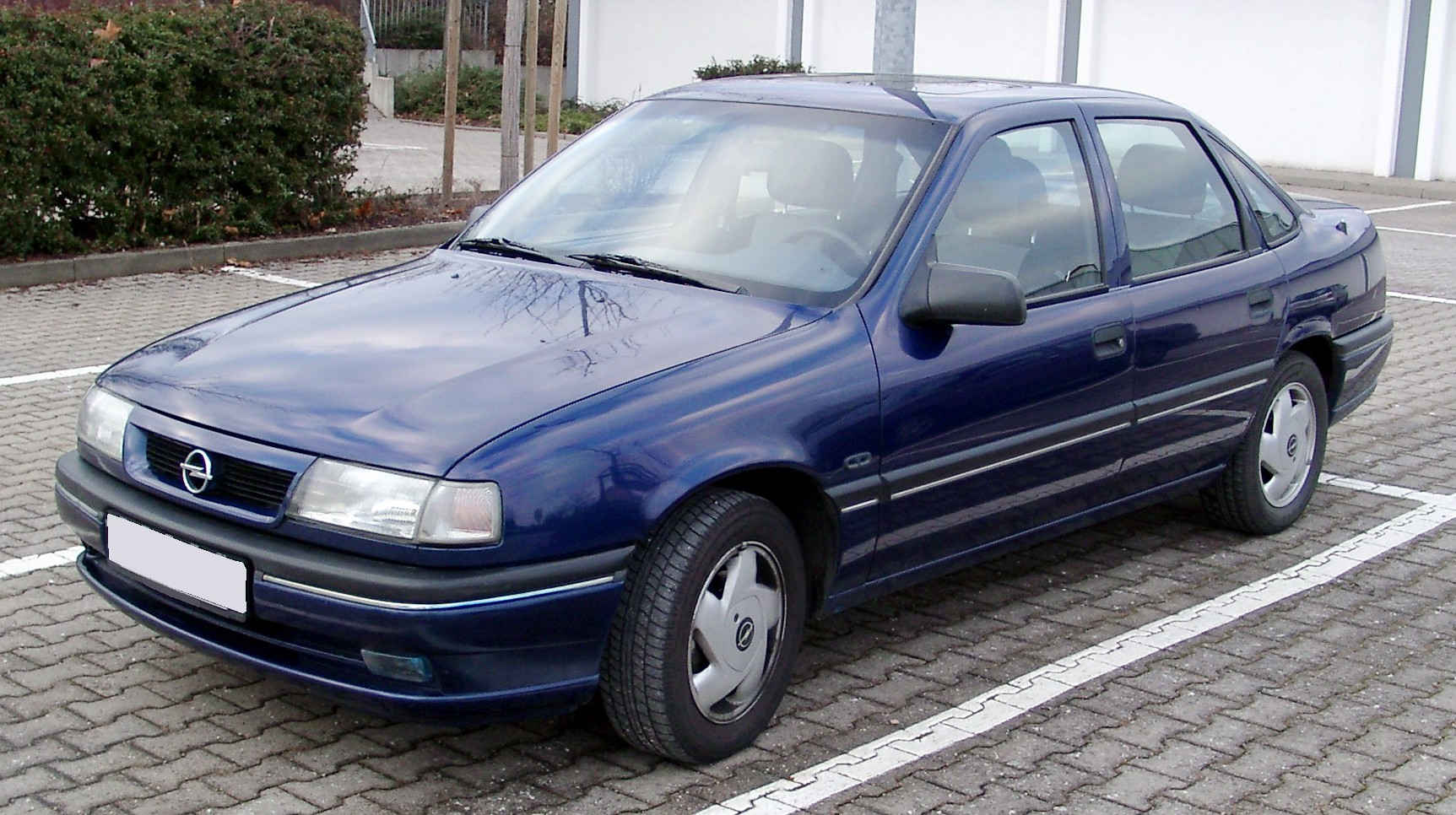
Opel Vectra A sedan facelift (1992–1995)
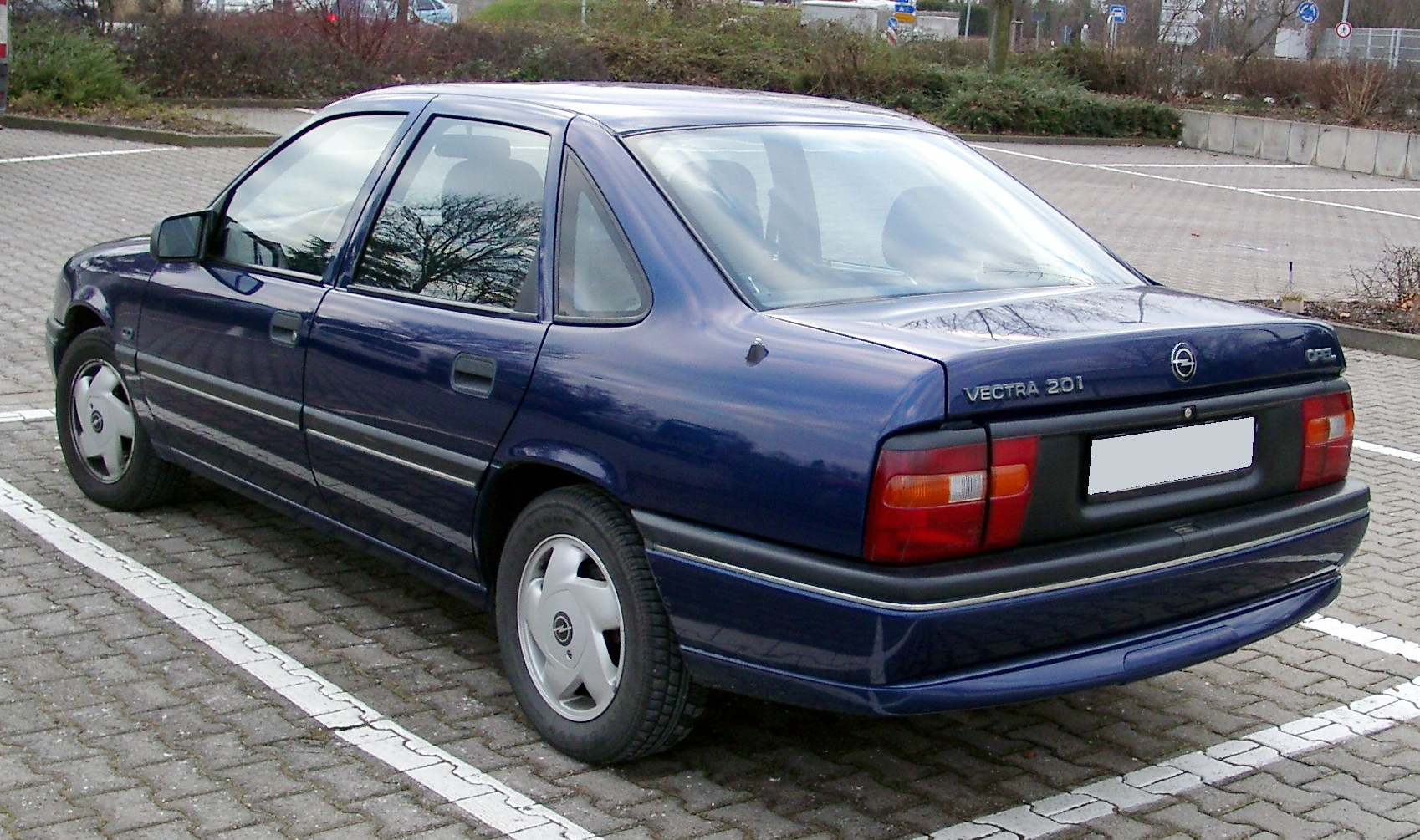
Opel Vectra A sedan facelift (1992–1995)
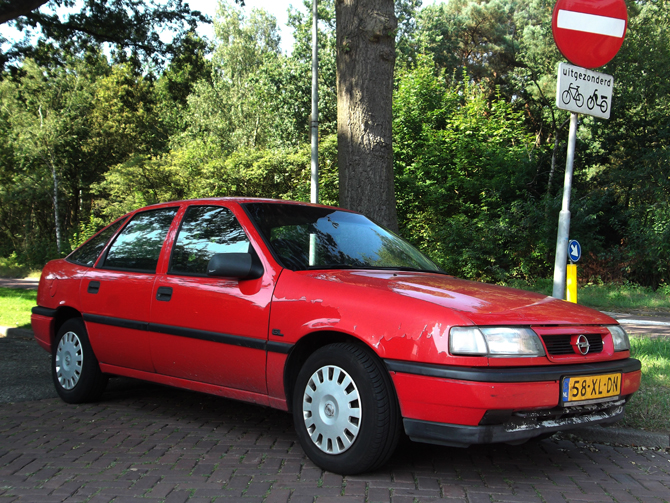
Opel Vectra A liftback facelift (1992–1995)

### Motory
| Model           | Kód motoru      | Počet válců     | Počet ventilů   | Ventilový rozvod | Vrtání × zdvih [mm] | Zdvihový objem [cm3] | Kompresní poměr | Přeplňování     | KAT             | Max. výkon [kW (k) při ot./min] | Max. točivý moment [Nm při ot./min] |
| Zážehové motory | Zážehové motory | Zážehové motory | Zážehové motory | Zážehové motory  | Zážehové motory     | Zážehové motory      | Zážehové motory | Zážehové motory | Zážehové motory | Zážehové motory                 | Zážehové motory                     |
| --------------- | --------------- | --------------- | --------------- | ---------------- | ------------------- | -------------------- | --------------- | --------------- | --------------- | ------------------------------- | ----------------------------------- |
| 1,4 S           | 14NV            | R4              | 8V              | SOHC             | 77,6 × 73,4         | 1389                 | 9,4:1           | ne              | ne              | 55 (75) při 5600                | 108 při 3000                        |
| 1,6 S           | 16SV            | R4              | 8V              | SOHC             | 79,0 × 81,5         | 1598                 | 10,0:1          | ne              | ne              | 60 (82) při 5200                | 130 při 2600                        |
| 1,6i            | E16NZ           | R4              | 8V              | SOHC             | 79,0 × 81,5         | 1598                 | 9,2:1           | ne              | ne              | 55 (75) při 5200                | 127 při 2600                        |
| 1,6i            | C16NZ2          | R4              | 8V              | SOHC             | 79,0 × 81,5         | 1598                 | 9,2:1           | ne              | ano             | 55 (75) při 5200                | 125 při 2600                        |
| 1,6i            | 16LZ2           | R4              | 8V              | SOHC             | 80,0 × 79,5         | 1597                 | 8,8:1           | ne              | ne              | 55 (75) při 5400                | 120 při 2800                        |
| 1,6i            | X16SZ           | R4              | 8V              | SOHC             | 79,0 × 81,5         | 1598                 | 10,0:1          | ne              | ano             | 52 (71) při 5000                | 128 při 2800                        |
| 1,8 S           | 18SV            | R4              | 8V              | SOHC             | 84,8 × 79,5         | 1796                 | 10,0:1          | ne              | ne              | 66 (90) při 5400                | 148 při 2800                        |
| 1,8 S           | E18NVR          | R4              | 8V              | SOHC             | 84,8 × 79,5         | 1796                 | 9,2:1           | ne              | ne              | 65 (88) při 5400                | 143 při 2800                        |
| 1,8i            | C18NZ           | R4              | 8V              | SOHC             | 84,8 × 79,5         | 1796                 | 9,2:1           | ne              | ano             | 66 (90) při 5400                | 145 při 3000                        |
| 2,0i            | C20NEF          | R4              | 8V              | SOHC             | 86,0 × 86,0         | 1998                 | 9,2:1           | ne              | ano             | 74 (101) při 5200               | 158 při 2600                        |
| 2,0i            | 20NE            | R4              | 8V              | SOHC             | 86,0 × 86,0         | 1998                 | 9,2:1           | ne              | ne              | 85 (115) při 5200               | 175 při 2600                        |
| 2,0i            | C20NE           | R4              | 8V              | SOHC             | 86,0 × 86,0         | 1998                 | 9,2:1           | ne              | ano             | 85 (115) při 5200               | 170 při 2600                        |
| 2,0i            | 20SEH           | R4              | 8V              | SOHC             | 86,0 × 86,0         | 1998                 | 10,0:1          | ne              | ne              | 95 (129) při 5600               | 180 při 4600                        |
| 2,0i 16V        | 20XEJ           | R4              | 16V             | DOHC             | 86,0 × 86,0         | 1998                 | 10,5:1          | ne              | ne              | 110 (150) při 6000              | 196 při 4800                        |
| 2,0i 16V        | C20XE           | R4              | 16V             | DOHC             | 86,0 × 86,0         | 1998                 | 10,5:1          | ne              | ano             | 110 (150) při 6000              | 196 při 4800                        |
| 2,0i 16V        | X20XEV          | R4              | 16V             | DOHC             | 86,0 × 86,0         | 1998                 | 10,8:1          | ne              | ano             | 100 (136) při 5600              | 185 při 4000                        |
| 2,0i 16V Turbo  | C20LET          | R4              | 16V             | DOHC             | 86,0 × 86,0         | 1998                 | 9,0:1           | T, IC           | ano             | 150 (204) při 5600              | 280 při 2400                        |
| 2,5i V6 24V     | C25XE           | V6              | 24V             | 2 × DOHC         | 81,6 × 79,6         | 2498                 | 10,8:1          | ne              | ano             | 125 (170) při 6000              | 227 při 4200                        |
| Vznětové motory |                 |                 |                 |                  |                     |                      |                 |                 |                 |                                 |                                     |
| 1,7 D           | 17D             | R4              | 8V              | SOHC             | 82,5 × 79,5         | 1700                 | 23,0:1          | ne              | ne              | 42 (57) při 4600                | 105 při 2400–2600                   |
| 1,7 D           | 17DR            | R4              | 8V              | SOHC             | 82,5 × 79,5         | 1700                 | 23,0:1          | ne              | ne              | 44 (60) při 4600                | 105 při 2400–2600                   |
| 1,7 TD          | 17DT            | R4              | 8V              | SOHC             | 79,0 × 86,0         | 1686                 | 22,0:1          | T, IC           | ne              | 60 (82) při 4400                | 168 při 2400                        |

## Typ B
Vyráběl se v letech 1995 až 2002. S výrobou kombi s označením Caravan se začalo v roce 1996. V roce 1997 získal v testech Euro-NCAP 2 hvězdičky. Po faceliftu z roku 1999 už hvězdičky 3. Dodával se s motory 1.6/55 a 74 kW, 1.8/85 kW, 2.0/100 kW a 2.5 V6/125 a 143 kW, 1,7TD/60 kW, 2.0Di/60 kW, 2.0 DTi/74 kW a 2.2 DTI/92 kW. Ještě byla motorová řada od r. 99 – 1.8/92 kW. Dále také 2.2i 108 kW. Této generace se celkem vyrobilo okolo 2 miliónů kusů. 

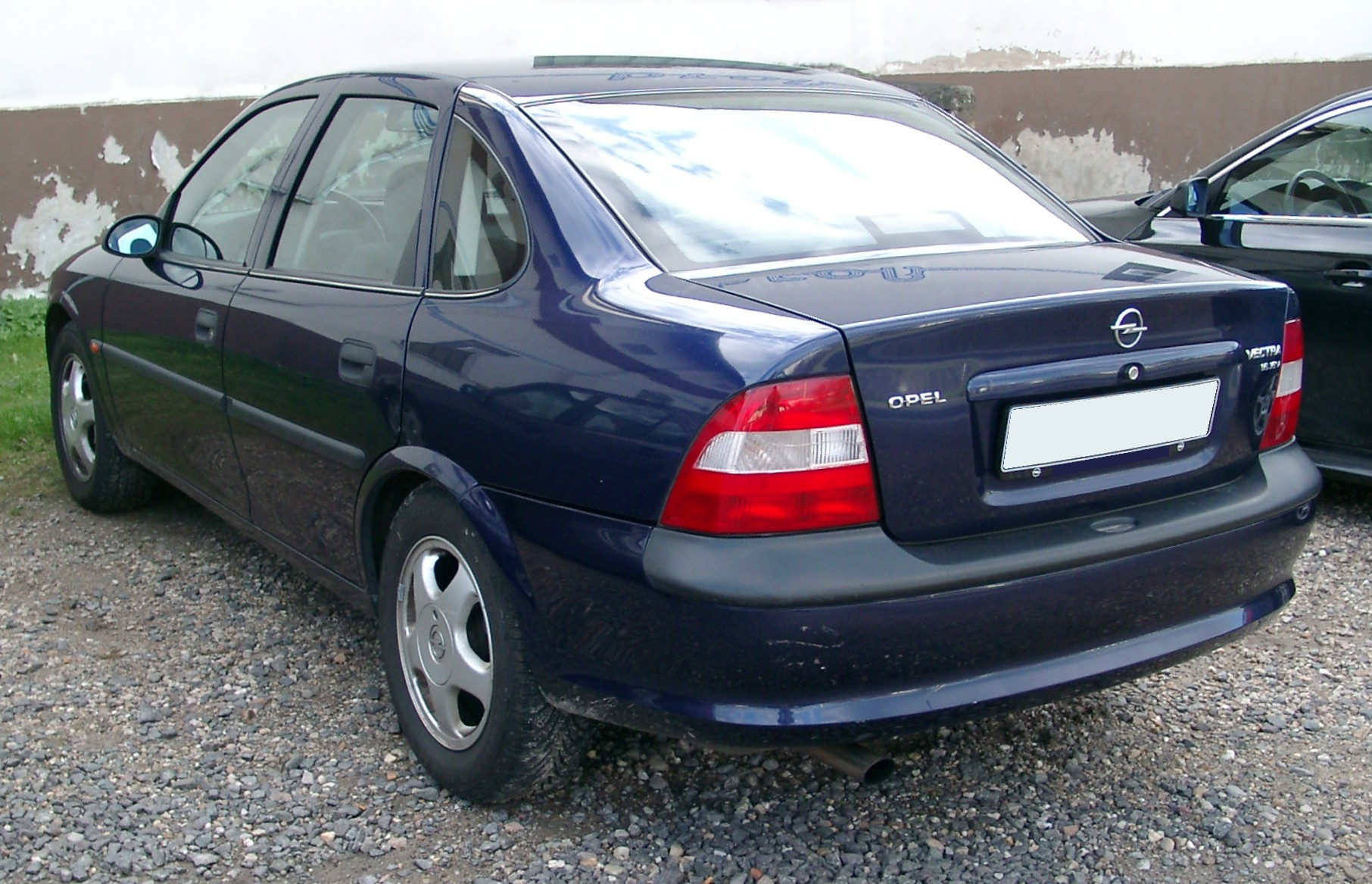
Opel Vectra B sedan (1995–1999)
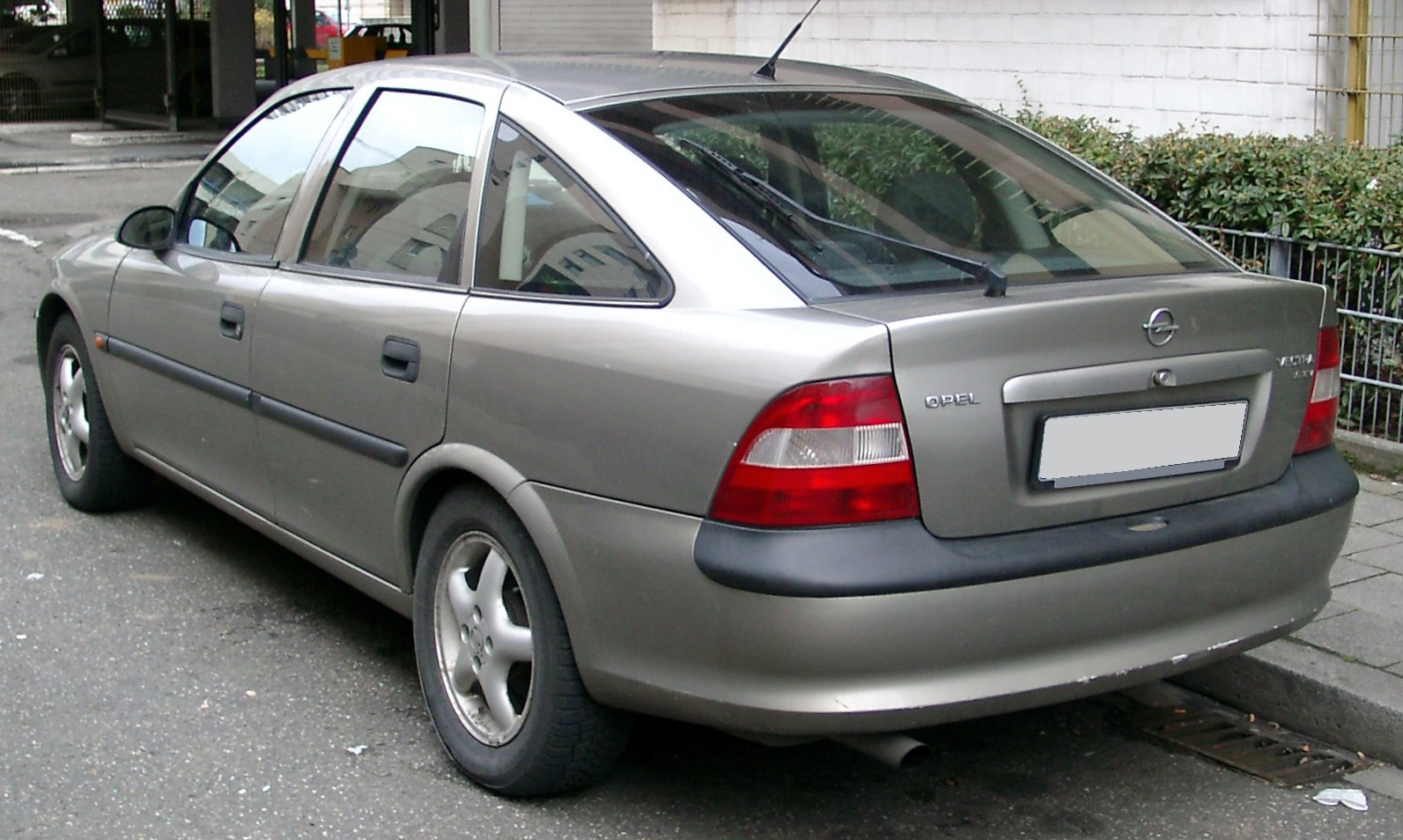
Opel Vectra B liftback (1995–1999)
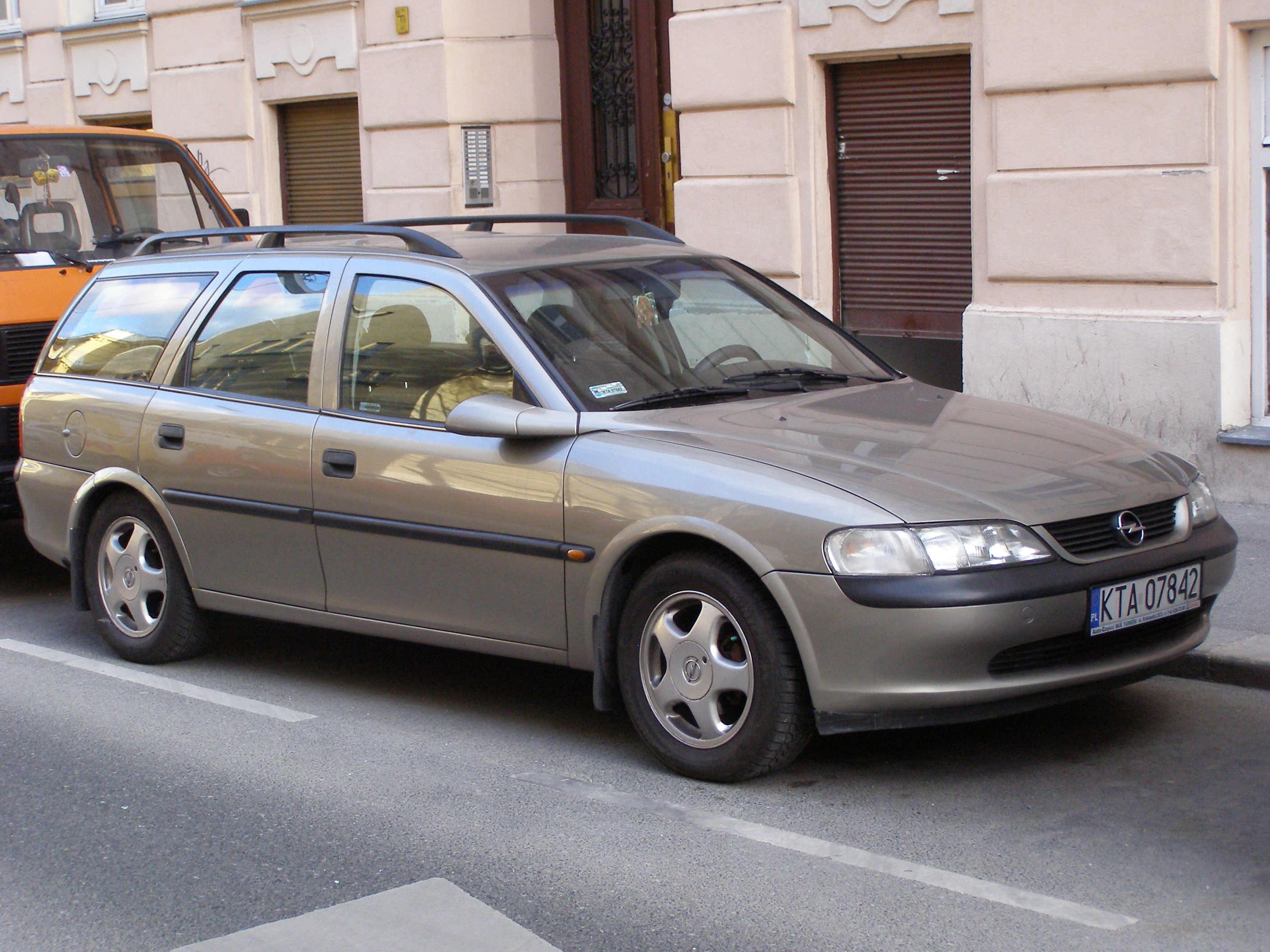
Opel Vectra B Caravan (1996–1999)

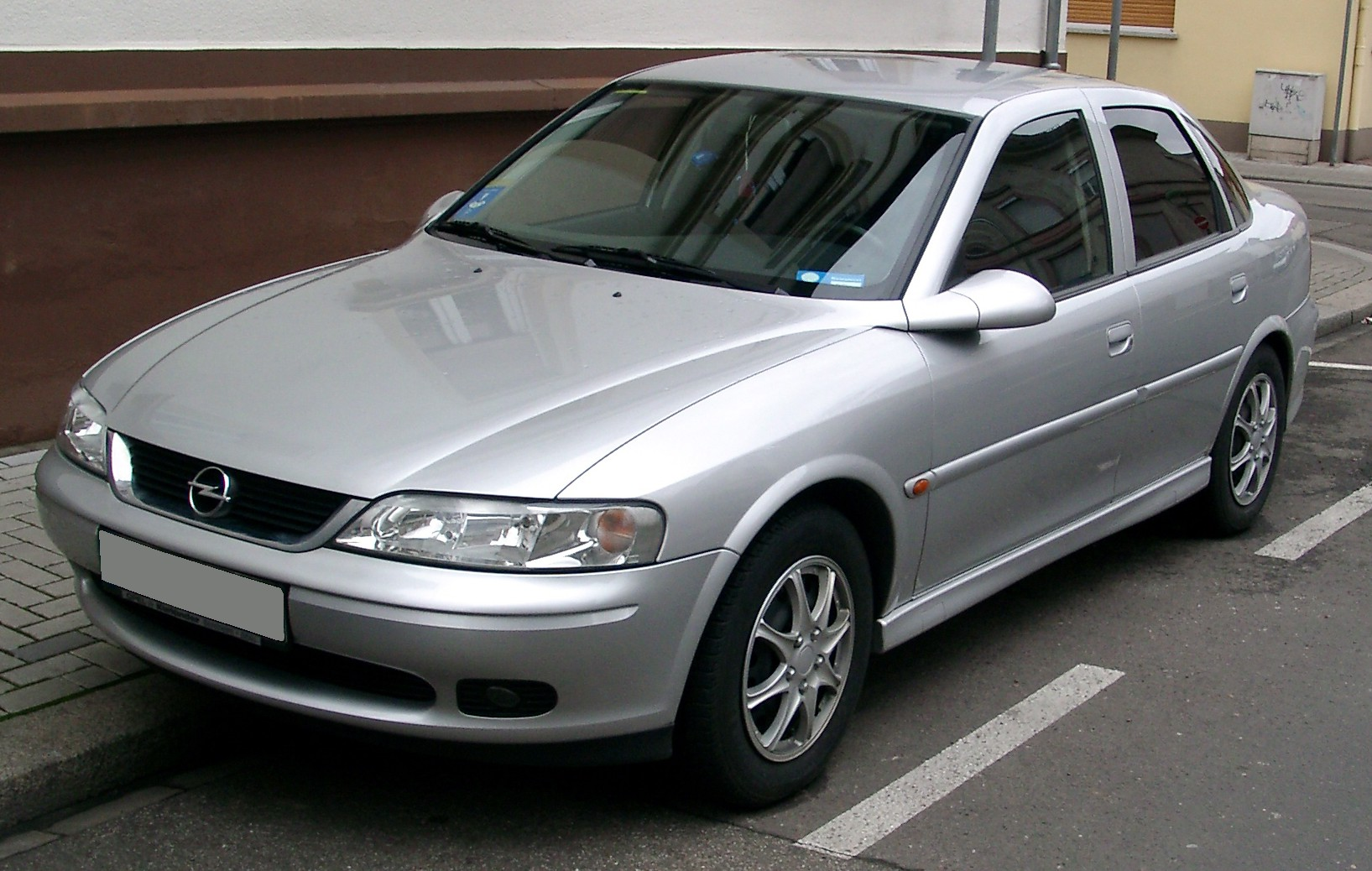
Opel Vectra B sedan facelift (1999–2002)
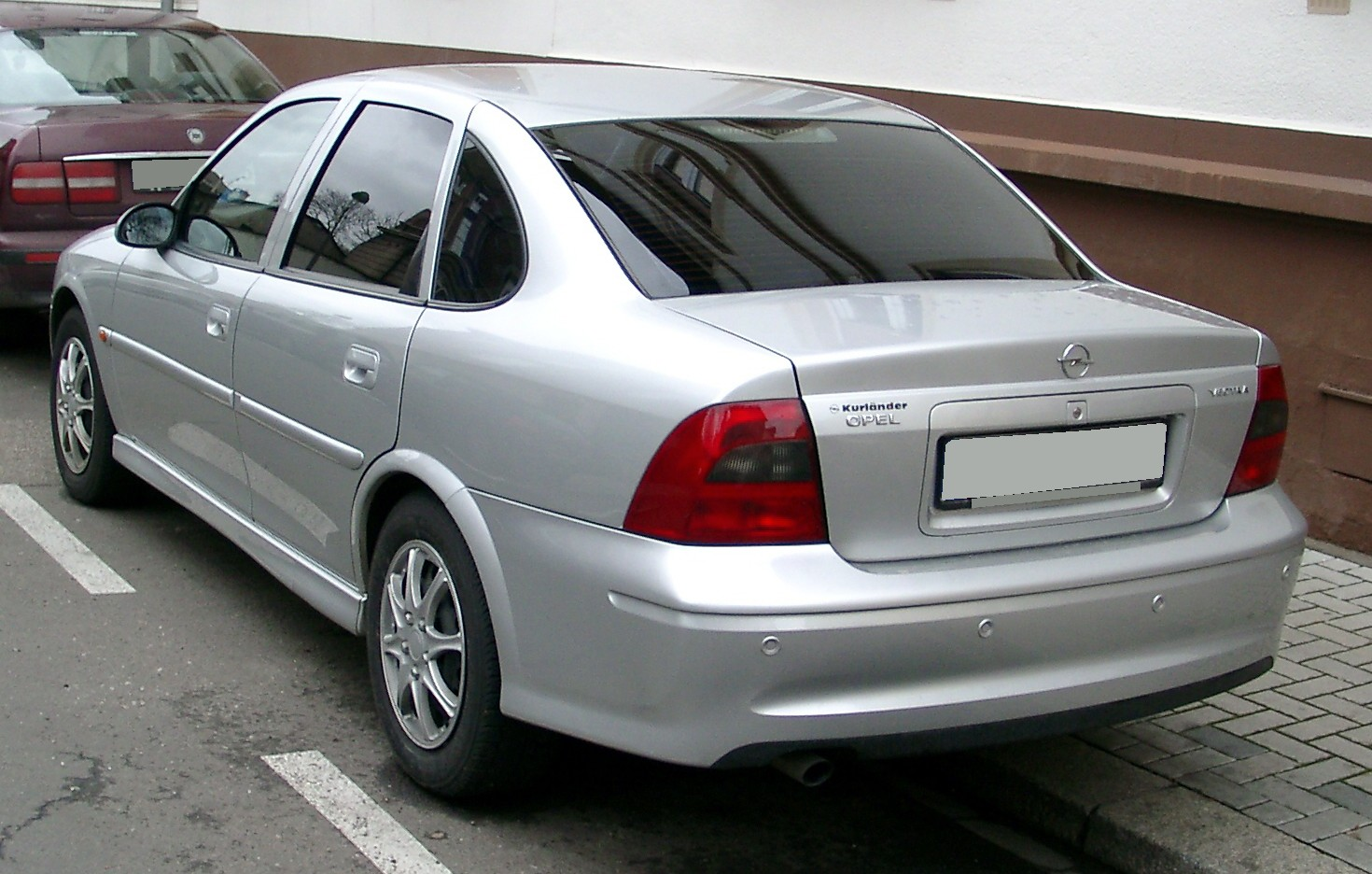
Opel Vectra B sedan facelift (1999–2002)
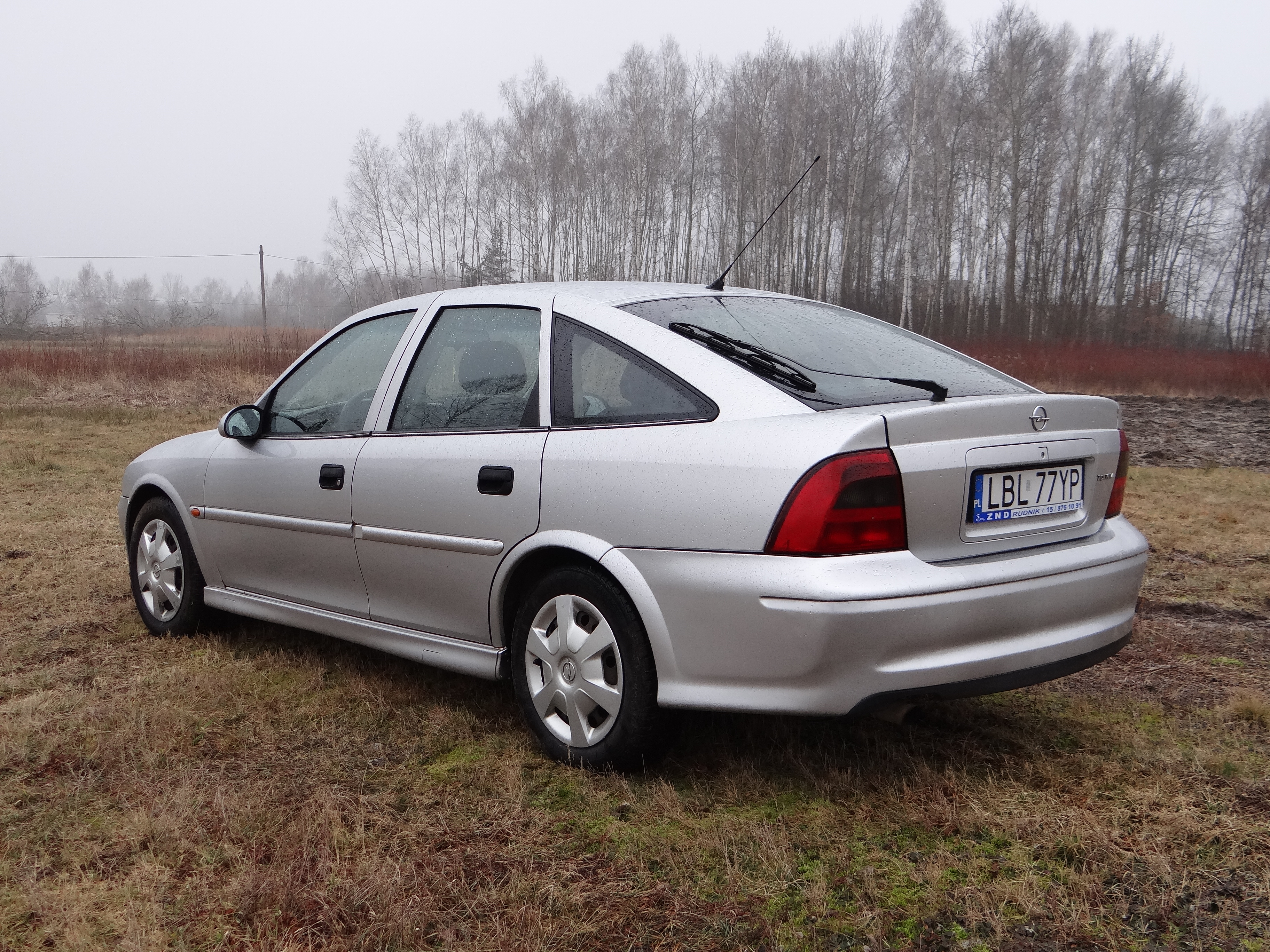
Opel Vectra B liftback facelift (1999–2002)
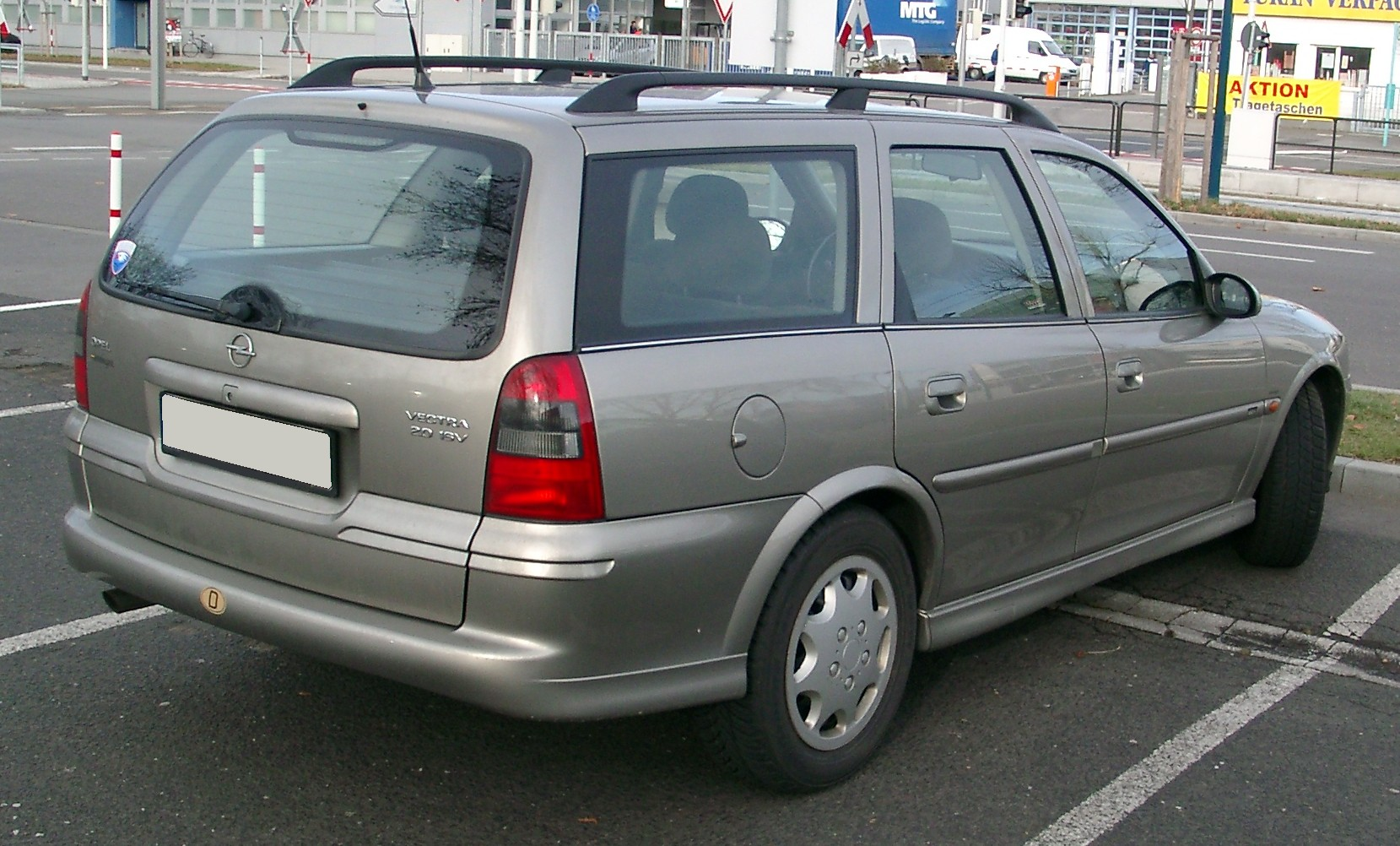
Opel Vectra B Caravan facelift (1999–2002)

### Bezpečnost
Poprvé prošla druhá generace Vectry nárazovými testy Euro NCAP v roce 1997, a to ve verzi liftback s motorem 1,8 l. Tehdy vůz obdržel za ochranu dospělé posádky tři hvězdičky z pěti, jedna mu však byla dodatečně odebrána. Konkrétně za ochranu při čelním nárazu získal 8 bodů, při bočním nárazu pak 10 bodů. V testu ohleduplnosti vůči chodcům byl pak ohodnocen dvěma ze čtyř možných hvězdiček.
V roce 2001 si Vectra nárazové testy jako faceliftovaný liftback se zážehovou osmnáctistovkou zopakovala. Tentokrát již za ochranu dospělé posádky při čelním nárazu obdržela 9 bodů a při bočním nárazu 15 bodů. Se 24 body to bohatě stačilo na zisk tří z pěti hvězdiček. Za ohleduplnost vůči chodcům pak zůstala se 14 body na dvou ze čtyř hvězdiček.

### Motory
| Model            | Kód motoru      | Počet válců     | Počet ventilů   | Ventilový rozvod | Vrtání × zdvih [mm] | Zdvihový objem [cm3] | Kompresní poměr | Přeplňování     | KAT             | Max. výkon [kW (k) při ot./min] | Max. točivý moment [Nm při ot./min] |
| Zážehové motory  | Zážehové motory | Zážehové motory | Zážehové motory | Zážehové motory  | Zážehové motory     | Zážehové motory      | Zážehové motory | Zážehové motory | Zážehové motory | Zážehové motory                 | Zážehové motory                     |
| ---------------- | --------------- | --------------- | --------------- | ---------------- | ------------------- | -------------------- | --------------- | --------------- | --------------- | ------------------------------- | ----------------------------------- |
| 1,6i             | 16LZ2           | R4              | 8V              | SOHC             | 79,0 × 81,5         | 1598                 | 8,8:1           | ne              | ne              | 55 (75) při 5400                | 120 při 2200                        |
| 1,6i             | X16SZR          | R4              | 8V              | SOHC             | 79,0 × 81,5         | 1598                 | 9,6:1           | ne              | ano             | 55 (75) při 5200                | 128 při 2800                        |
| 1,6i 16V         | X16XEL          | R4              | 16V             | DOHC             | 79,0 × 81,5         | 1598                 | 10,5:1          | ne              | ano             | 74 (100) při 4500               | 150 při 3200                        |
| 1,6i 16V         | Y16XE           | R4              | 16V             | DOHC             | 79,0 × 81,5         | 1598                 | 10,5:1          | ne              | ano             | 74 (100) při 6000               | 150 při 3600                        |
| 1,6i 16V         | Z16XE           | R4              | 16V             | DOHC             | 79,0 × 81,5         | 1598                 | 10,5:1          | ne              | ano             | 74 (100) při 6000               | 150 při 3600                        |
| 1,8i 16V         | X18XE           | R4              | 16V             | DOHC             | 81,6 × 86,0         | 1799                 | 10,8:1          | ne              | ano             | 85 (115) při 5400               | 170 při 3600                        |
| 1,8i 16V         | X18XE1          | R4              | 16V             | DOHC             | 80,5 × 88,2         | 1796                 | 10,5:1          | ne              | ano             | 85 (115) při 5400               | 170 při 3400                        |
| 1,8i 16V         | Z18XE           | R4              | 16V             | DOHC             | 80,5 × 88,2         | 1796                 | 10,5:1          | ne              | ano             | 92 (125) při 5600               | 170 při 3800                        |
| 1,8i 16V         | Z18XEL          | R4              | 16V             | DOHC             | 80,5 × 88,2         | 1796                 | 10,5:1          | ne              | ano             | 85 (115) při 5600               | 170 při 3800                        |
| 2,0i             | 20NEJ           | R4              | 8V              | SOHC             | 86,0 × 86,0         | 1998                 | 9,2:1           | ne              | ne              | 82 (112) při 5400               | 165 při 2800                        |
| 2,0i 16V         | X20XEV          | R4              | 16V             | DOHC             | 86,0 × 86,0         | 1998                 | 10,8:1          | ne              | ano             | 100 (136) při 5600              | 188 při 3200                        |
| 2,2i 16V         | Z22SE           | R4              | 16V             | DOHC             | 86,0 × 94,6         | 2198                 | 10,0:1          | ne              | ano             | 108 (147) při 5800              | 203 při 4000                        |
| 2,5i V6 24V      | X25XE           | V6              | 24V             | 2 × DOHC         | 81,6 × 79,6         | 2498                 | 10,8:1          | ne              | ano             | 125 (170) při 5800              | 230 při 3200                        |
| 2,5i V6 24V i500 | X25XEI          | V6              | 24V             | 2 × DOHC         | 81,6 × 79,6         | 2498                 | 10,8:1          | ne              | ano             | 143 (195) při 6500              | 240 při 3500                        |
| 2,6i V6 24V      | Y26SE           | V6              | 24V             | 2 × DOHC         | 83,2 × 79,6         | 2597                 | 10,0:1          | ne              | ano             | 125 (170) při 5800              | 250 při 3600                        |
| 3,0i V6 24V i30  | X30XEI          | V6              | 24V             | 2 × DOHC         | 86,0 × 85,0         | 2962                 | 10,8:1          | ne              | ano             | 162 (220) při 6200              | 300 při 3600                        |
| Vznětové motory  |                 |                 |                 |                  |                     |                      |                 |                 |                 |                                 |                                     |
| 1,7 TD           | X17DT           | R4              | 8V              | SOHC             | 79,0 × 86,0         | 1686                 | 22,0:1          | T, IC           | ano             | 60 (82) při 4400                | 168 při 2400                        |
| 2,0 Di 16V       | X20DTL          | R4              | 16V             | SOHC             | 84,0 × 90,0         | 1995                 | 18,5:1          | T               | ano             | 60 (82) při 4300                | 185 při 1800–2500                   |
| 2,0 DTi 16V      | X20DTH          | R4              | 16V             | SOHC             | 84,0 × 90,0         | 1995                 | 18,5:1          | T, IC           | ano             | 74 (100) při 4300               | 205 při 1600–2750                   |
| 2,0 DTi 16V      | Y20DTH          | R4              | 16V             | SOHC             | 84,0 × 90,0         | 1995                 | 18,5:1          | T, IC           | ano             | 74 (100) při 4300               | 230 při 1950–3500                   |
| 2,2 DTi 16V      | Y22DTR          | R4              | 16V             | SOHC             | 84,0 × 98,0         | 2172                 | 18,5:1          | VGT, IC         | ano             | 88 (120) při 4000               | 270 při 1500–2750                   |
| 2,2 DTi 16V      | Y22DTR          | R4              | 16V             | SOHC             | 84,0 × 98,0         | 2172                 | 18,5:1          | VGT, IC         | ano             | 92 (125) při 4000               | 270 při 1500–2750                   |

## Typ C
Třetí generace byla představena v březnu 2002. V roce 2005 Typ C prodělal facelift a z nabídky byly vyřazeny vznětové motory 2.0 DTI a 2.2 DTI.

Odvozeným modelem od Vectry C se stal Opel Signum, což je hatchback vyšší střední třídy. Roku 2008 ji nahradil Opel Insignia.

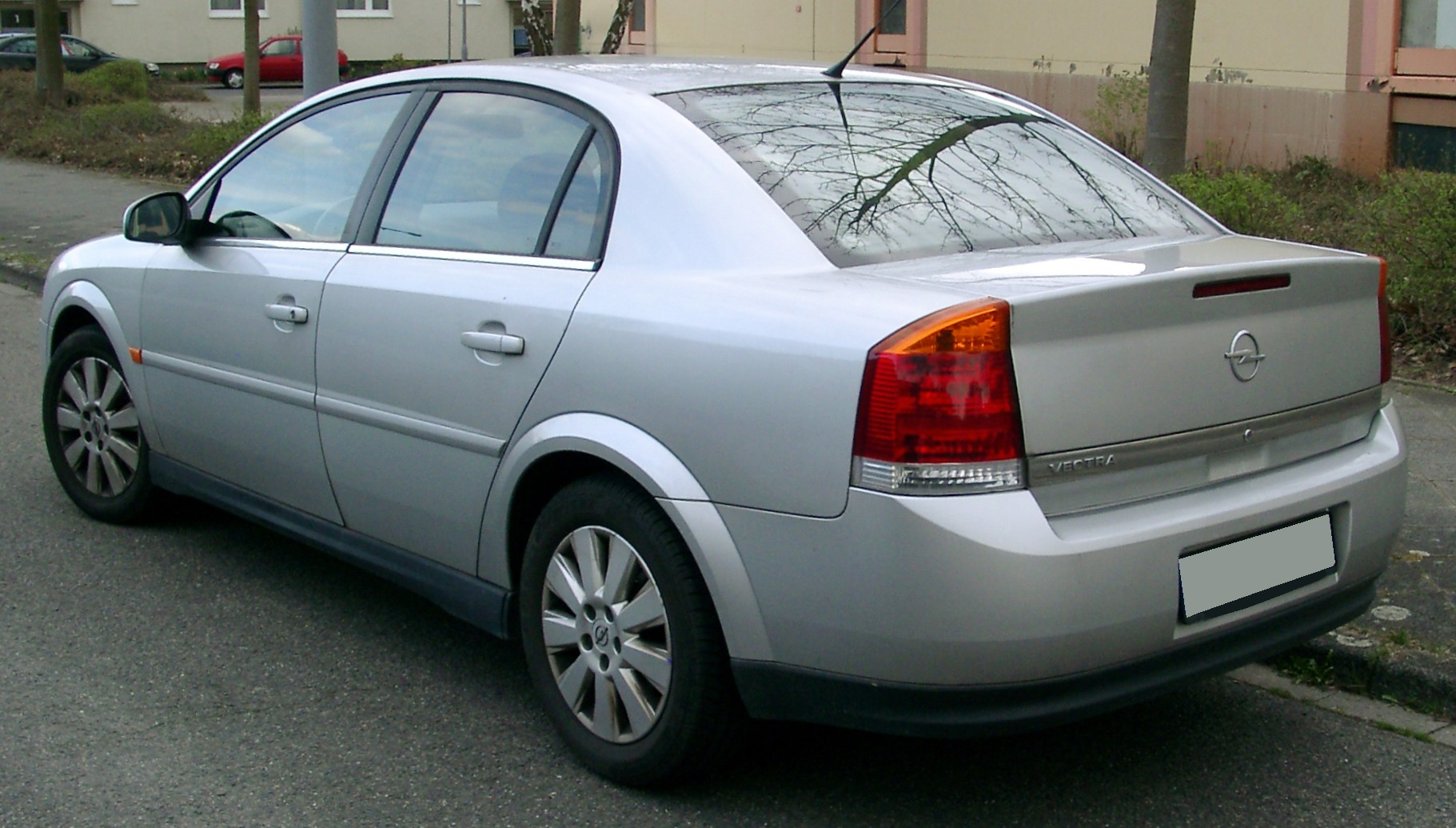
Opel Vectra C sedan (2002–2005)
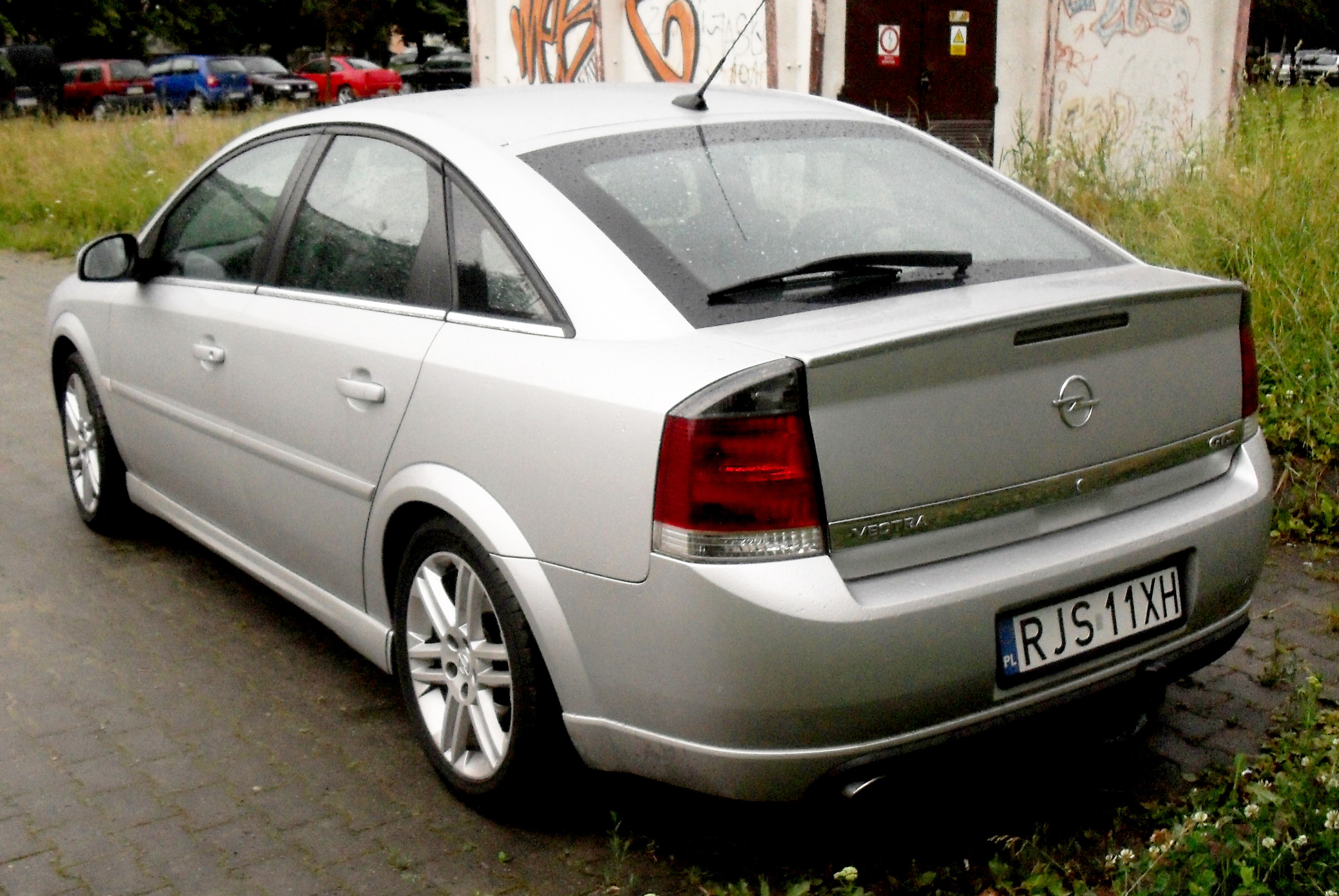
Opel Vectra C GTS (2002–2005)
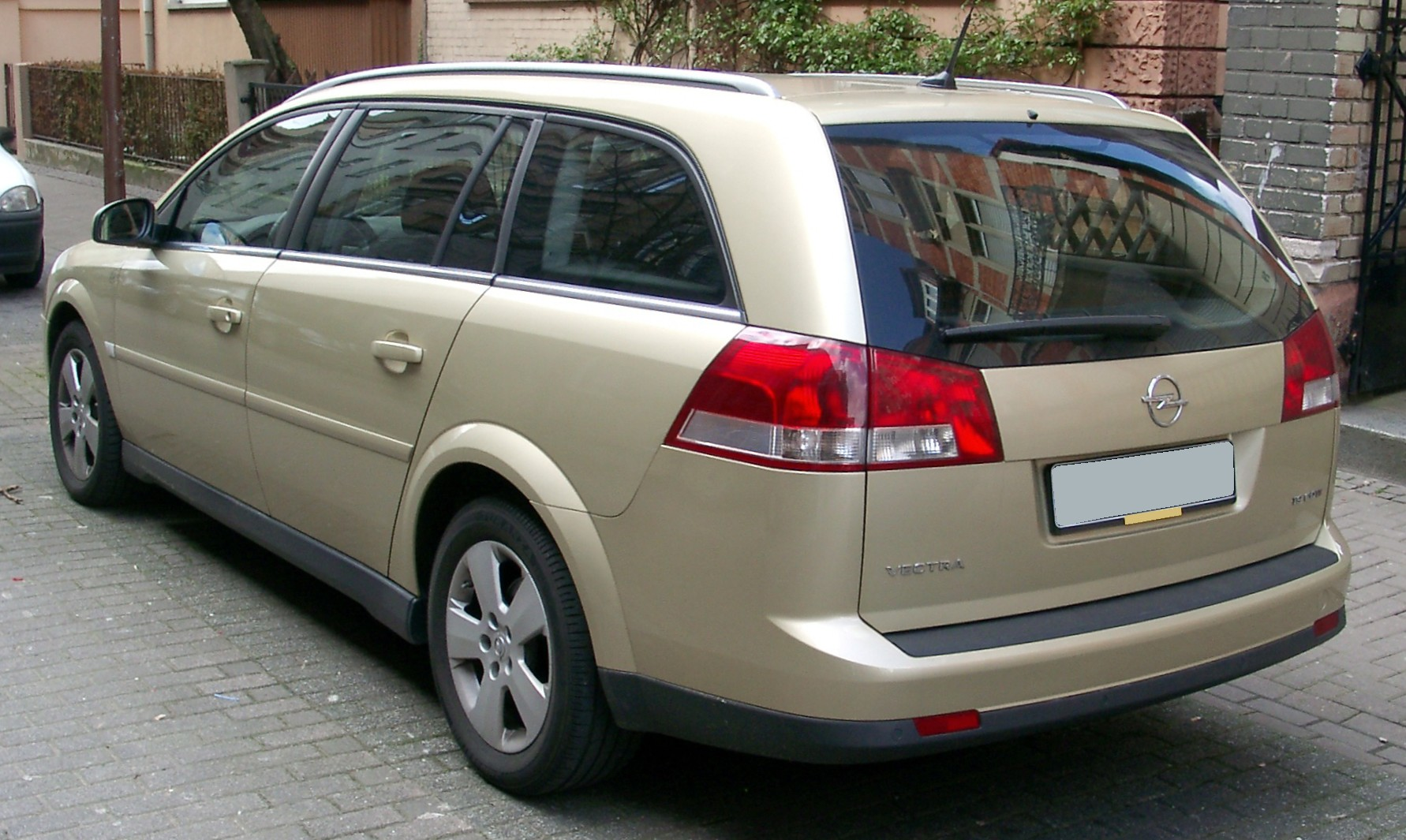
Opel Vectra C Caravan (2003–2005)

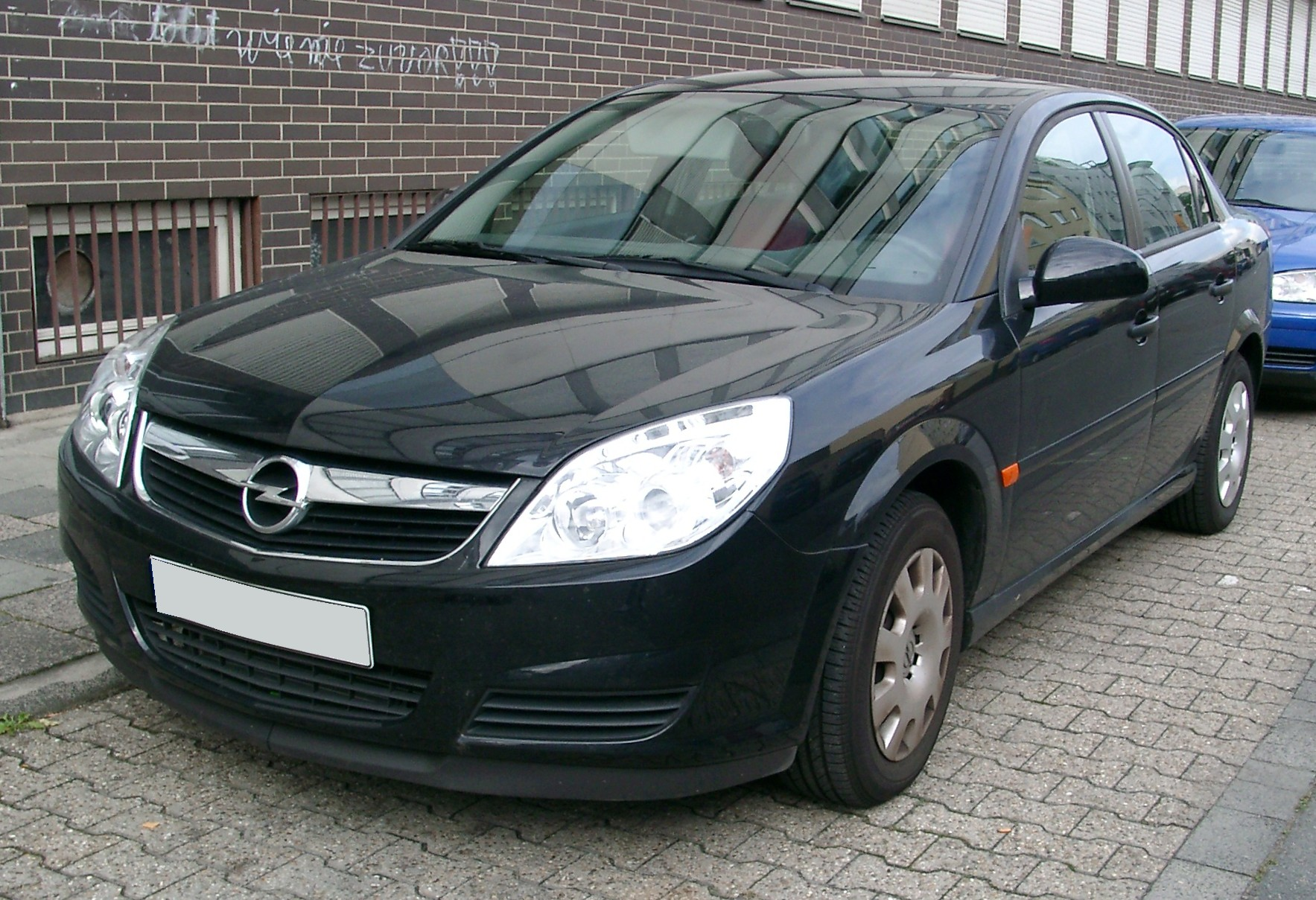
Opel Vectra C sedan
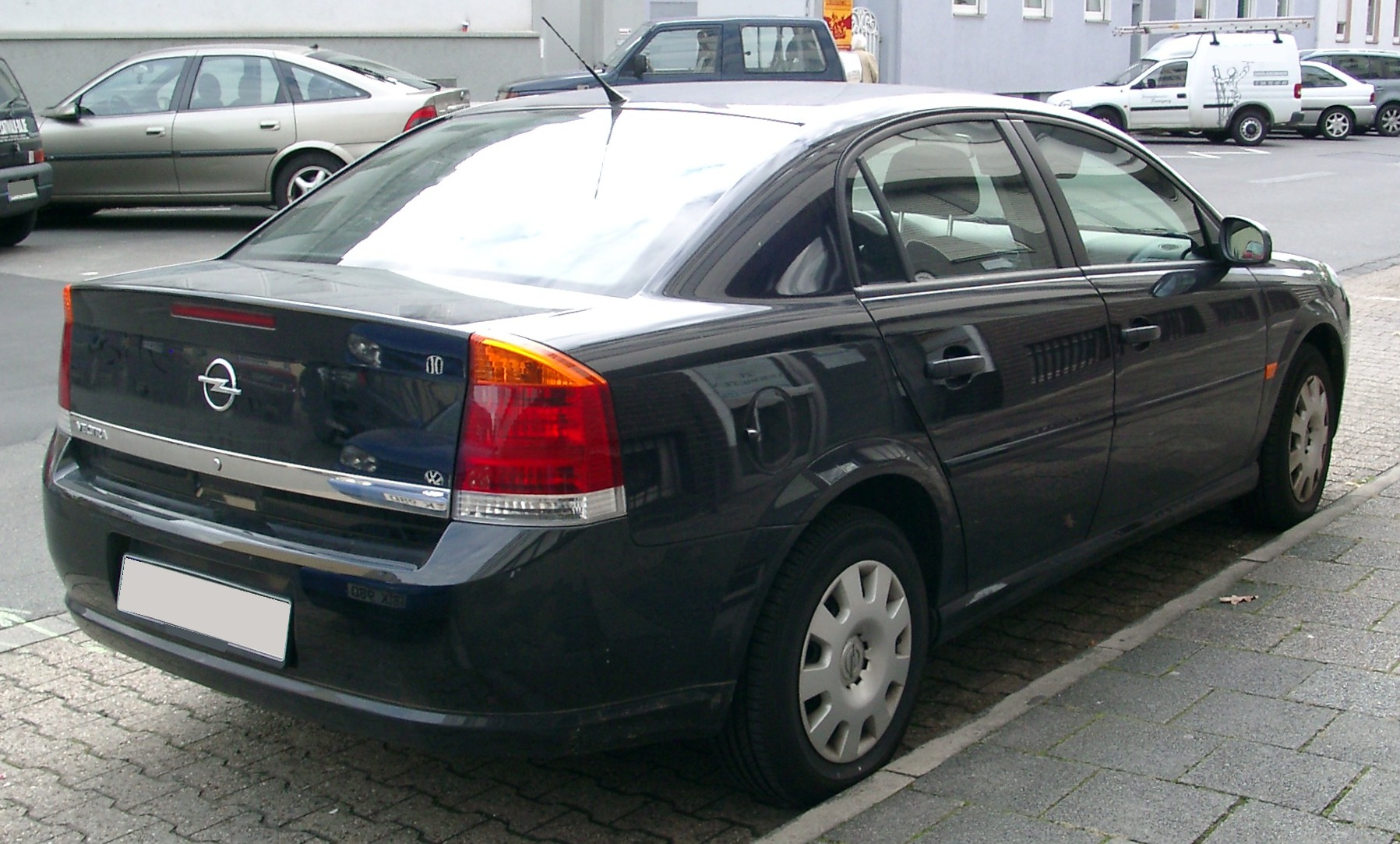
Opel Vectra C sedan
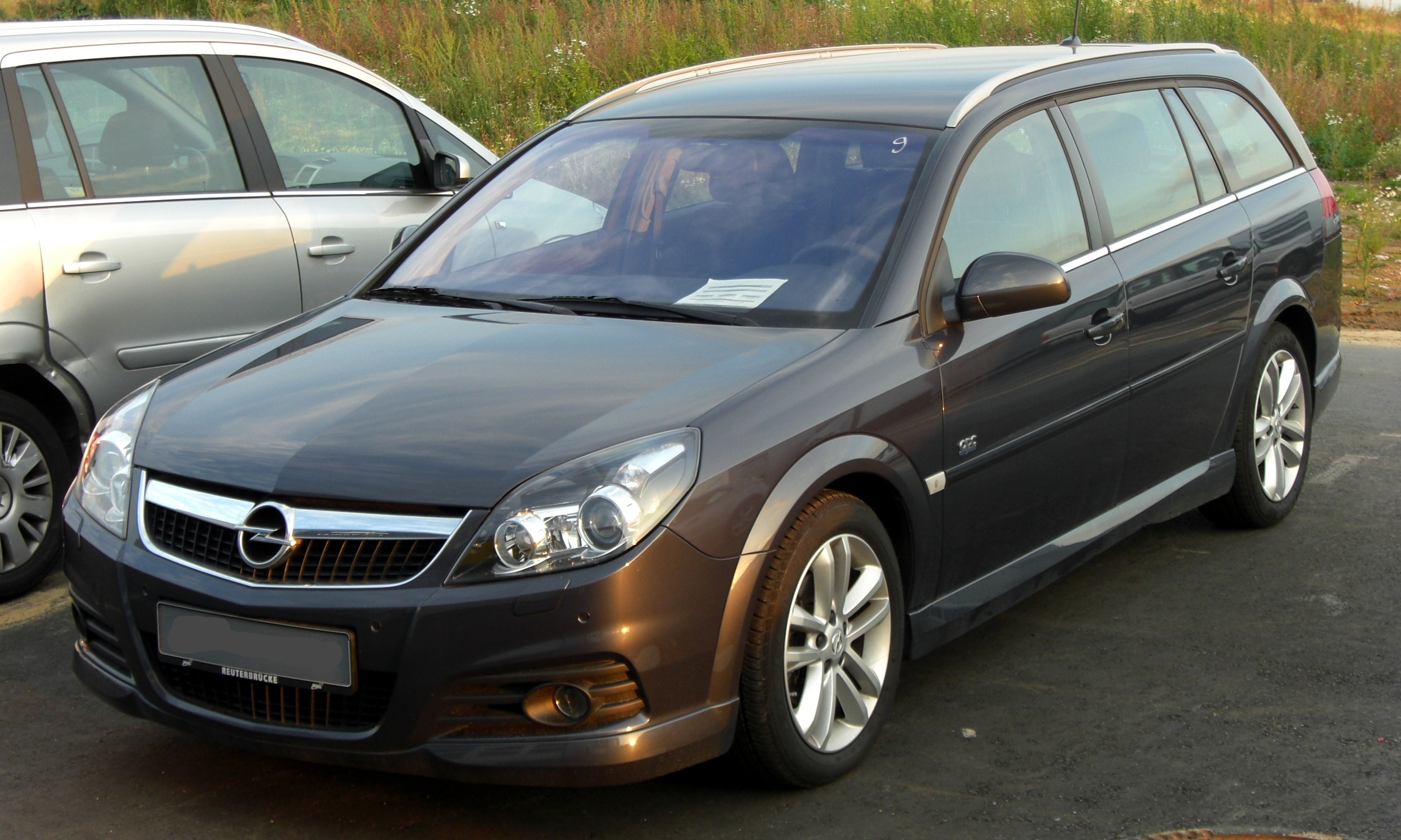
Opel Vectra C Caravan facelift (2005–2008)